# Mary Carver
Mary Carver (3 de mayo de 1924 – 18 de octubre de 2013) fue una actriz teatral, cinematográfica y televisiva estadounidense, con una carrera que se prolongó a lo largo de más de sesenta años. Se hizo sobre todo conocida por su papel de la matriarca Cecilia Simón en la serie televisiva de la CBS Simon & Simon, la cual protagonizaban Gerald McRaney y Jameson Parker interpretando a dos hermanos detectives. Carver actuó en 153 episodios de Simon & Simon entre 1981 y 1989, a lo largo de ocho temporadas. Además de actuar, Carver dio clases en el departamento de teatro de la Universidad del Sur de California.

## Biografía
Su verdadero nombre era Mary Carvellas, y nació en Los Ángeles, California, siendo sus padres John Carvellas y Carmen Delmar.
Como actriz teatral, Carver intervino en el circuito de Broadway en la producción Out West of Eighth en 1951, en The Shadow Box en 1977, y en Fifth of July en los años 1980.
Entre los largometrajes en los que actuó figuran De aquí a la eternidad (1953), Pay or Die (1960), Nunca te prometí un jardín de rosas (1977), Protocol (1984), Best Seller (1987), Aracnofobia (1990), y Safe (1995).
Carver trabajó también en numerosas producciones televisivas, entre ellas Simon & Simon, The Donna Reed Show, ER, The Guardian, Gunsmoke, Lou Grant, Lux Video Theatre, El agente de CIPOL, Mannix, Mary Hartman, Mary Hartman, McCloud, Quincy, M.E., The Rockford Files, Star Trek: Enterprise, y The Twilight Zone.
Mary Carver falleció en su casa en Woodland Hills, California, en 2013, a los 89 años de edad. Le sobrevivieron sus dos hijas, Athena y Lia Sargent, esta última una destacada actriz de voz.

## Selección de su filmografía
- 1953: De aquí a la eternidad
- 1956–1963: Gunsmoke, serie TV, cuatro episodios
- 1959: The Wild and the Innocent
- 1960: Pay or Die
- 1963: The Twilight Zone, serie TV, un episodio
- 1966: El agente de CIPOL, serie de TV, un episodio
- 1967: El virginiano, serie TV, un episodio
- 1972: Mannix (serie TV, un episodio)
- 1974: McCloud, serie TV, un episodio)
- 1977: The Rockford Files, serie TV, un episodio)
- 1977: Nunca te prometí un jardín de rosas
- 1978: Lou Grant (serie TV, un episodio)
- 1978–1983: Quincy M.E., serie TV, tres episodios)
- 1981–1989: Simon & Simon (serie TV, 109 episodios)
- 1984: Protocol
- 1990: Aracnofobia
- 1995: Simon & Simon: In Trouble Again (telefilm)
- 2001: Star Trek: Enterprise (serie TV, un episodio)
- 2002: ER (serie TV, un episodio)

## Actuaciones teatrales en Broadway
- 1951: Out West of Eighth
- 1977: The Shadow Box
- 1980–1982: Fifth of July